# أكاري هيبينو
أكاري هيبينو (باليابانية: 日比野 朱里) مواليد 5 يوليو 1959، هي مؤدية أصوات يابانية، تزوجت يوتشي تاكاهاشي رسام الأنمي الياباني وصانع أنمي كابتن ماجد.

## الأعمال
- كابتن ماجد
- عبقور
- روروني كنشين
- سيتي هانتر

## وصلات خارجية
- أكاري هيبينو على موقع IMDb (الإنجليزية)
- أكاري هيبينو على موقع ميوزك برينز (الإنجليزية)
- أكاري هيبينو على موقع قاعدة بيانات الفيلم (الإنجليزية)
- أكاري هيبينو على موقع كينوبويسك (الروسية)
- أكاري هيبينو على موقع ANN person (الإنجليزية)